# William Bebb

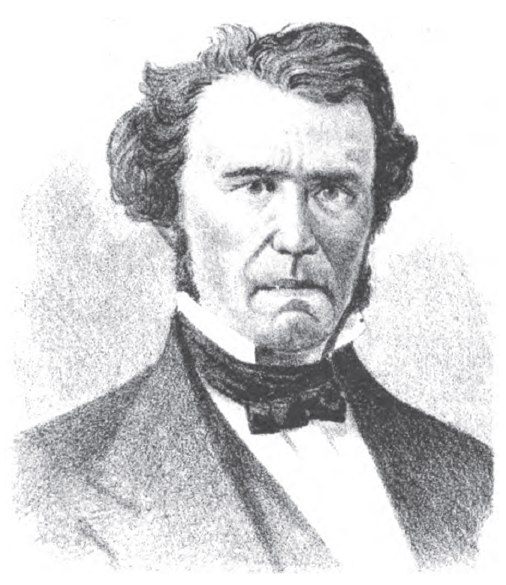
William Bebb.png

William Bebb, född 8 december 1802 i Nordvästterritoriet (nuvarande Ohio), död 23 oktober 1873 i Rockford, Illinois, var en amerikansk politiker (whig). Han var den 19:e guvernören i delstaten Ohio 1846-1849.
Bebb gifte sig 1824 med Sarah Shuck och paret fick ett barn. Bebb arbetade som lärare och studerade juridik. Han inledde 1831 sin karriär som advokat i Hamilton, Ohio.
Bebb deltog i William Henry Harrisons kampanj i presidentvalet i USA 1840. Han besegrade demokraten David Tod i guvernörsvalet i Ohio 1846. Bebbs mandatperiod som guvernör skulle egentligen ha löpt ut i december 1848 men den förlängdes till januari 1849. Han efterträddes av partikamraten Seabury Ford.
Bebbs grav finns på Greenwood Cemetery i Rockford, Illinois.